# NGC 3109
NGC 3109 är en liten stavgalax på drygt 4 miljoner ljusårs avstånd i stjärnbilden Vattenormen. Den är medlem i Lokala galaxhopen.